# IS-3
IS-3 전차는 먼저 개발된 IS-4를 제치고 먼저 채택된 소비에트 연방의 중전차이다. 또한 IS-3는 IS-2의 포의 화력에서는 충분히 만족했으나, IS-2의 방어력에서는 충분히 만족하지 않았기 때문에 새로 개발하기 시작한 전차이며, 냉전시기의 소련군의 모든 전차 설계에 영향을 미친 전차이다.

## 같이 보기
- 이오시프 스탈린 전차
- 소련의 전차 목록
- IS-4